# Филиппинский экспедиционный корпус в Корейской войне
Филиппинский экспедиционный корпус (таг. Puwersang Expedisyonarya ng Pilipinas sa Korea; англ. Philippine Expeditionary Forces to Korea) — пять пехотных батальонов филиппинской армии, участвовавших в Корейской войне в составе сил ООН. Были приданы 10-й дивизии Армии США и участвовали в ряде боевых операций.

## История
25 июня 1950 года Корейская народная армия напала на Южную Корею. В тот же день Совет Безопасности ООН осудил нападение как нарушение мира и принял резолюцию в которой было сказано, что КНДР необходимо «незамедлительно вывести войска к северу от 38 параллели». 27 июня 1950 года была принята резолюция Совета Безопасности ООН, которая призывала страны-участницы к помощи в отражении агрессии со стороны Северной Кореи. Эти две резолюции служили правовой основой для вмешательства ООН в Корейскую войну.
7 сентября 1950 года правительство Филиппин приняло решение отправить филиппинский экспедиционной корпус в Южную Корею, чтобы помочь отразить агрессию с севера. Филиппины послали пять батальонов пехоты, общей численностью 7420 солдат.
19 сентября 1950 года первые 1400 филиппинских солдат высадились в порту Пусан. Филиппины стали восьмой страной, вступившей в войну в составе сил ООН.

## Потери
Всего 7420 филиппинских солдат и офицеров служили в Корее. 116 были убиты в бою, 299 получили ранения и 57 пропали без вести (41 были репатриированы на Родину после обмена военнопленными). Последние филиппинские войска покинули Корею 13 мая 1955 года.